# Pizza box
Ne doit pas être confondu avec Carton à pizza.

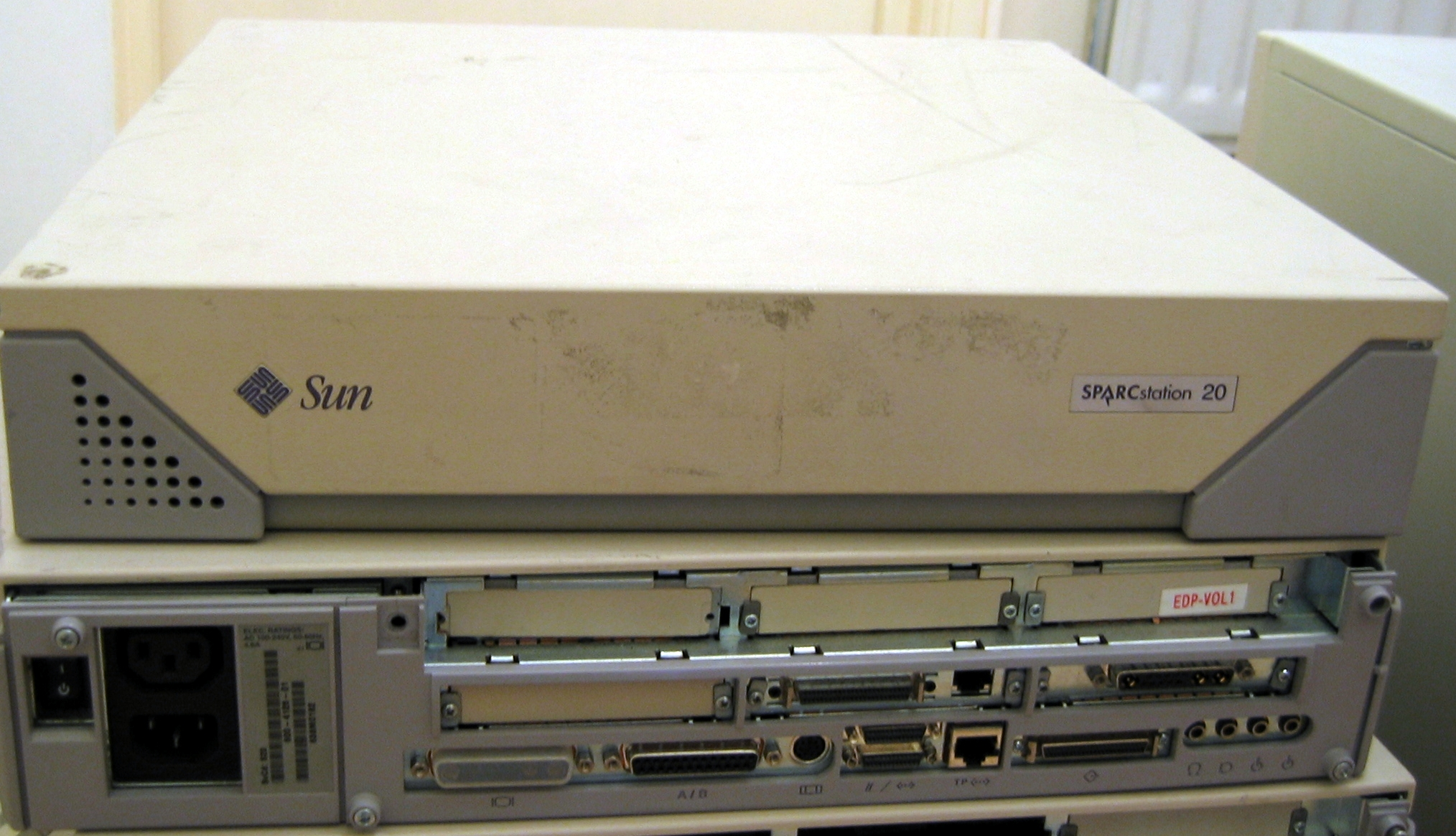
Un SPARCstation 20 avec son boitier de type pizza box.

Une pizza box (litt. « boîte à pizza ») est, en informatique, un style de boîtier d'ordinateur de bureau ou de commutateur réseau. Ils tendent à être fin, en général une ou deux unités rack de haut (1,75 à 3,5 pouces ≃ 4,4 à 8,9 cm), les faisant apparaître comme larges et plats, grossièrement semblables à une boîte à pizza, d'où le nom. Ils peuvent être placés sous l'écran.